# Swiss Emerald
Die Swiss Emerald ist ein 2006 in Dienst gestelltes Kabinenfahrgastschiff der Scylla AG in Basel, das im Zeitcharter von dem amerikanischen Reiseveranstalter Tauck Tours zu mehrtägigen Kreuzfahrten auf Rhone und Saône eingesetzt wird. Das Schiff ist das erstgebaute von vier baugleichen Schwesterschiffen, die speziell für den Reiseveranstalter konzipiert wurden. Die Schwesterschiffe sind die beiden 2008 gebauten Swiss Jewel und Swiss Sapphire und die 2011 gebaute Treasures.

## Geschichte
Der Rohbau der Swiss Emerald wurde 2006 auf der Scheepswerf Jac. den Breejen in Hardinxveld-Giessendam fertiggestellt. Der Innenausbau wurde anschließend von der Scheepstimmerbedrijf Da-Capo am gleichen Ort ausgeführt. Sie wurde im Februar 2006 von der Scylla-Managerin Trudy Koolen in Dordrecht getauft. Bis 2010 wurde sie auf Donau, Main, Mosel und Rhein eingesetzt. 2011 wurde das Schiff nach Frankreich überführt und verkehrt seitdem auf verschiedenen Flusskreuzfahrtrouten auf der Rhone und der Saône zwischen Arles und Lyon.

## Ausstattung und Technik

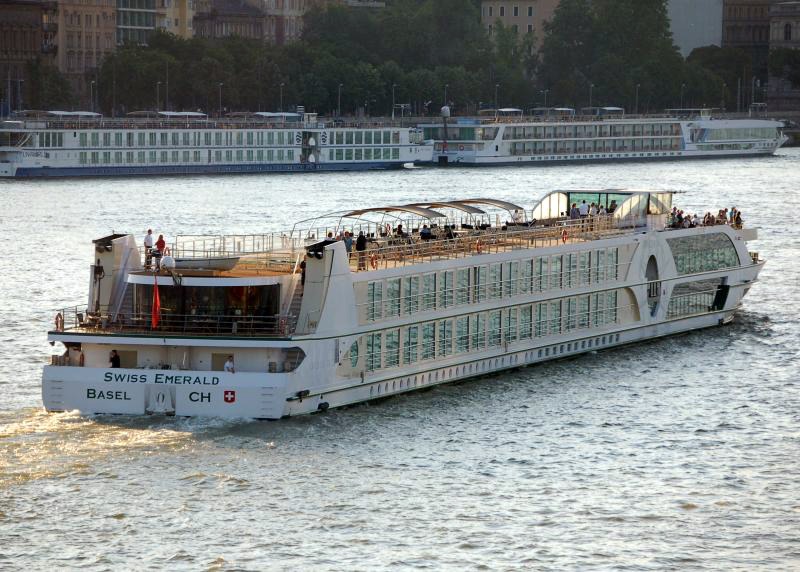
Swiss Emerald in Budapest

Die Swiss Emerald ist ein Dreideck-Kabinenschiff der 5-Sterne-Plus-Kategorie mit 41 Doppelkabinen mit 15 m² Raumfläche und sieben 18 m² großen Juniorsuiten sowie vierzehn Suiten à 30 m². Die Kabinen sind klimatisiert und jeweils mit Dusche, Toilette, Fernsehgerät, Telefon und Safe ausgestattet. Die Kabinen auf dem Mittel- und Oberdeck verfügen über einen französischen Balkon. Die Kabinen für die 36-köpfige Mannschaft befinden sich im hinteren Bereich des Unterdecks. Neben der im Oberdeck in vorderen Mittelschiff liegenden Eingangshalle mit Rezeption, Schiffsboutique und Ausflugsbüro befindet sich der Panoramasalon mit Bar. Achtern liegt die Lido-Bar mit Aussenterrasse. Das Panoramarestaurant liegt auf dem Hauptdeck. Im Unterdeck steht den Fahrgästen ein Fitnessraum zur Verfügung. Das Sonnendeck ist mit Whirlpool, Liegestühlen und mittels Sonnensegeln schützbaren Sitzgruppen ausgestattet. Haupt- und Oberdeck sind mit einem Aufzug verbunden.
Sie wird von zwei 8-Zylinder-Dieselmotoren à 783 kW des Typs 3508 B von Caterpillar über zwei kontrarotierende Ruderpropeller vom Typ Veth-Z-Drive 800A-CR angetrieben, zusätzlich verfügt das Schiff über eine Bugstrahlanlage Veth-Jet vom Typ 2-K-1000, die von einem 220 kW starken Elektromotor angetrieben wird. Die Stromversorgung an Bord wird im Fahrbetrieb über zwei Hilfsdieselmotoren von Caterpillar mit je 701 kW und im Hafenbetrieb durch zwei Dieselgeneratoren Caterpillar C18 und einem Notstromgenerator von John Deere vom Typ 4045TF158 sichergestellt.